# 荀淑
荀淑（83年—149年），字季和，潁川潁陰（今河南許昌）人，戰國荀子之后，東漢朗陵侯相。

## 生平
荀淑年少有名，因不喜歡鑽研章句，而被俗儒所批評，不過州里稱讚其知人。
荀淑在安帝時被徵拜為郎中，轉任當塗長，以仁信施政。荀淑後來去職歸鄉，有清识而被士大夫仰慕，當世賢士李固、李膺等人皆宗荀淑為師。
建康元年（公元144年），沖帝即位，太后梁妠专权。適有日食及地震等災禍發生，於是朝廷詔公卿舉賢良方正。光祿勳杜喬與少府房植舉薦荀淑對策，荀淑譏刺梁氏權貴，被大將軍梁冀所忌，派荀淑出任朗陵侯相。荀淑於任上有政聲，被人稱為「神君」。
不久，荀淑再度辭官回鄉，閒居養志。每次家產有增，都濟助宗族知友。建和三年（149年），荀淑卒，享壽67歲。李膺時拜尚書，親自致表師喪。當塗、朗陵為其立祠。荀淑的朋友或门生大多都成为汉末清议与党锢之祸中的重要人物，其重名也为魏晋时颍川荀氏之兴做了奠基。
荀淑共有八個兒子，時人稱之為「八龍」。潁陰令苑康將他們媲美上古高陽氏的八才子「八愷」，並把荀氏故里「西豪里」改名為「高陽里」。或说八龙之稱实为荀氏后人夸大其词。

## 家族

### 十一世祖
- 荀子[16]

### 子
- 荀儉，字伯慈[17]，早卒，或为朗陵縣长[18]
- 荀緄，字仲慈，济南相[19]，终年六十六[20]
- 荀靖，字叔慈，不仕，终年五十，号“玄行先生”[21]，与荀爽齐名[22]
- 荀燾，字慈光，孝廉，终年七十
- 荀汪，字孟慈，昆阳縣令，终年六十
- 荀爽，字慈明，司空，终年六十三，兄弟中最为有名[23]
- 荀肅，字敬慈，守舞阳縣令，终年五十
- 荀旉，字幼慈，司徒掾，终年七十

### 侄
- 荀昱，字伯條，沛相，在党锢之祸中與李膺俱死[24]
- 荀曇，字元智，廣陵太守，在党锢之祸中遭禁錮

### 侄子
- 荀彝，荀曇之子，荀攸之父
- 荀衢，荀曇之子

### 孙
- 荀悦，字仲豫，荀儉之子，編著《漢紀》、《申鑒》等
- 荀衍，字休若，荀緄之子
- 荀諶，字友若，荀緄之子
- 荀彧，字文若，荀緄之子，魏武帝曹操的謀臣，因多年任命尚書，受眾民尊稱「荀令君」。

### 侄曾孫
- 荀攸，字公達，三國時曹魏著名的軍事家。汝南太守，為尚書，以功封陵樹亭侯。

## 延伸阅读
[在维基数据编辑]
 《後漢書/卷62》，出自范晔《後漢書》